# Ciążyń (stacja kolejowa)
Ciążyń – dawna stacja kolejowa w Ciążyniu na linii kolejowej nr 206, w województwie wielkopolskim.